# Temirtau
Temirtau (kazakul: Теміртау, oroszul: Темиртаy) iparváros  Kazahsztán Karagandi területén. Lakosainak száma 2023-ban 171 890 fő volt. A város a Nura folyó mellett (a Szamarkand-víztározónál) található, Karagandától északnyugatra.

## Történelem
Temirtaut 1905-ben alapították, amikor negyven szamarai család 1905. június 15-én telepedett le a Nura folyó bal partján. Az általuk alapított település egy dombról Zhaur (Жаур) nevet kapta. 1909-ben a települést Szamarkandszkijra (Самаркандский, röviden Szamarkand) keresztelték át. Az első iskola és az első kórház 1911-ben épült.
1933-ban megépült a Szamarkandszkij-Karaganda vízvezeték, hogy elősegítse a karagandai szénmező fejlődését. 1939-ben egy 20 x 300 méteres gátat építettek a Nura folyón keresztül, létrehozva a Szamarkand-víztározót, amely 1961-ig megmaradt. A Karaganda Állami Regionális Villamos Erőmű építése 1934-ben kezdődött, és az első turbina 1942-ben került üzembe. 1944-ben, annak ellenére, hogy még építés alatt állt, a kazak acélgyár elkezdte a termelést.

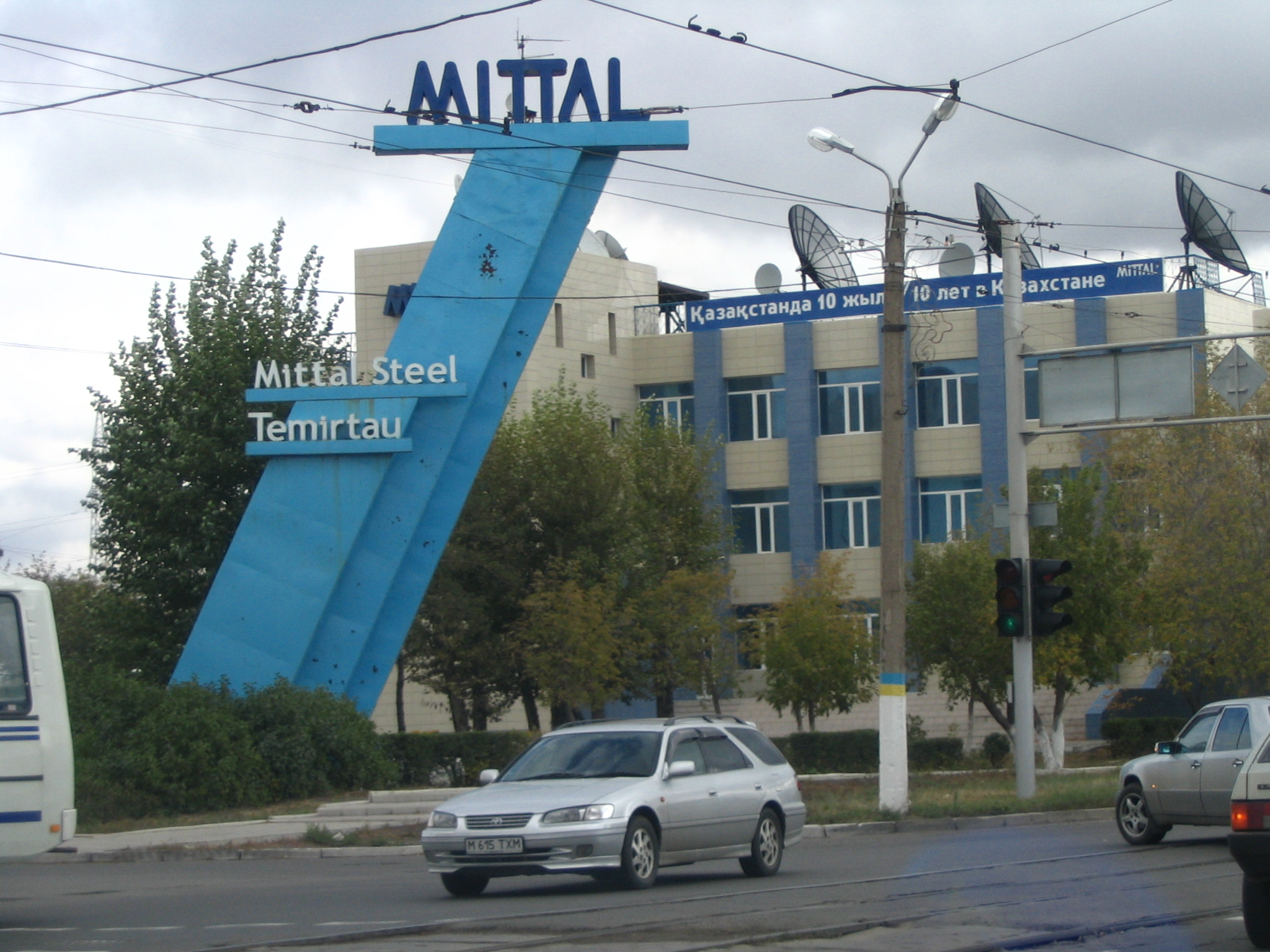
Az ArcelorMittal nemzetközi sajtóközpontja Temirtauban

A település 1945. október 1-jén városi rangot kapott, és átkeresztelték Temirtaura (kazak nyelven „Vashegy”). 1947 és 1949 között a japán hadifoglyokat a város közelében lévő táborban őrizték. 1950-ben megalapították a Karaganda Acélgyárat. Ennek megépítéséhez meghirdették az „országos intenzív építkezési tervet”, és sok fiatal került ide a Szovjetunió minden részéből és a szövetséges országokból, köztük sokan Bulgáriából.
1959-ben sorozatos zavargások és felkelések törtek ki a munkások körében, akik nagyon elégedetlenek voltak a rossz munka- és életkörülményekkel, valamint a víz-, élelmiszer-, áru-, szerszám- és egyéb erőforrás-ellátással a közigazgatás hibái miatt. Az összecsapásokban 16 munkás meghalt, 27-en megsebesültek, 70-et letartóztattak és elítéltek. A harcokban 28 rendőr is megsebesült.

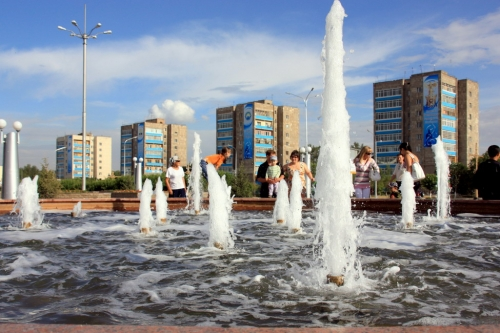
Szökőkút a kohászok emlékműve előtt

1960-ban az 1. számú nagyolvasztó megkezdte az öntöttvasgyártást. 1963-ban megalapították a Karaganda Politechnikai Intézetet (ma Karaganda Kohászati Intézet), mint a Karaganda Acélgyárhoz kapcsolódó felsőoktatási intézményt. Az 1970-es években egy új sportkomplexum épült, amely egy 50 méteres uszodát, egy 15 000 férőhelyes stadiont, valamint egy fedett korcsolya- és jégkorongpályát tartalmaz. 1972-ben megnyílt a városban a „Kohász Kultúrpalota”, majd 1978-ban a város keleti részén található „Vosztok” rekreációs park a városlakók számára. 1978. július 29-én  a második világháborúban elesett katonák emlékére állítottak örök lángú emlékművet.
1984-ben új lakónegyedet alakítottak ki, a Zenica-negyedet, a település bosnyák testvérvárosa tiszteletére. 1993 januárjában egy új Téli Kerttel bővült a Vosztok Park. A településen 30 általános oktatási iskola található, valamint két főiskola.

## Népesség
Az 1999-es népszámlálás szerint a lakosság 170 481 fő volt, ami 2015-ben 185 082 főre emelkedett.
| Lakosok száma | 213 026 | 213 551 | 170 481 | 169 590 | 185 082 | 296 523 |
|               | 1979    | 1989    | 1999    | 2009    | 2015    | 2017    |

## Sport
- Az FC Shakhtar-Bolat Temirtau futballklub a kazak első osztályban szerepel.
- A HK Arystan Temirtau jégkorongklub, 2010 óta vesz részt a kazak bajnokságban.

## Testvérvárosai
- BIH Zenica (Bosznia-Hercegovina)
- UKR Kamjanszke (korábban Dnyiprodzerzsinszk, Ukrajna)

## Fordítás
- Ez a szócikk részben vagy egészben  a   Temirtau című angol Wikipédia-szócikk ezen változatának fordításán alapul.  Az eredeti cikk szerkesztőit annak laptörténete sorolja fel. Ez a jelzés csupán a megfogalmazás eredetét és a szerzői jogokat jelzi, nem szolgál a cikkben szereplő információk forrásmegjelöléseként.